# Rhadinopsylla ulangensis
Rhadinopsylla ulangensis är en loppart som beskrevs av Cai et Wu 1997. Rhadinopsylla ulangensis ingår i släktet Rhadinopsylla och familjen mullvadsloppor. Inga underarter finns listade i Catalogue of Life.